# Drakaea glyptodon
Drakaea glyptodon är en orkidéart som beskrevs av Robert Desmond David Fitzgerald. Drakaea glyptodon ingår i släktet Drakaea och familjen orkidéer. Inga underarter finns listade i Catalogue of Life.